# Luftinjë
Luftinjë je obec v okresu Gjirokastër, kraji Gjirokastër, jižní Albánii.